# Bernardinuskapel
De Bernardinuskapel is een kapel in Heerlen in de Nederlandse provincie Limburg. De kapel ligt aan de Akerstraat en behoort tot het Bernardinuscollege.
De kapel is gewijd aan Bernardinus van Siena.

## Geschiedenis
In 1912 werd er een klooster van de Franciscanen en RK Hogere Burgerschool gebouwd.
In 1931 werd de kapel gebouwd als kloosterkerk voor de Franciscanen naar het ontwerp van architect Jos Wielders en was een uitbreiding van het klooster.

## Opbouw
Het georiënteerde bakstenen kerkgebouw is opgetrokken in een zakelijk expressionistische stijl en heeft in de hoofdzaak een rechthoekig plattegrond. De kapel wordt gedekt door een zadeldak en in de kapel buigen de pilaren vanaf de grond af aan naar binnen en vormen een spitsboog. Het schip heeft vijf traveeën en het apsis heeft een lagere noklijn. De kerktoren met naaldspits is aan de noordzijde in de frontgevel geplaatst. Aan de toren is een gevelbeeld van Sint Franciscus geplaatst, gemaakt door pater Renald Rats OFM.
Aan de noordzijde van de kapel ligt er een kloostergang die de kapel verbindt met het klooster. Aan weerszijden van de apsis zijn de sacristie en bijsacristie gebouwd. De kapel heeft een crypte onder de apsis, waarin zich ongeveer 20 graven bevinden die uit de periode 1934-1981 stammen.
Op 20 juli 1999 werd de kapel ingeschreven in het rijksmonumentenregister.